# Masahiro Koga
Masahiro Koga (født 8. september 1978) er en japansk tidligere professionel fodboldspiller.
Han har spillet for flere forskellige klubber i sin karriere, herunder Nagoya Grampus Eight, Kashiwa Reysol, Júbilo Iwata og Avispa Fukuoka.